# Gentianopsis doluchanovii
Gentianopsis doluchanovii là một loài thực vật có hoa trong họ Long đởm. Loài này được (Grossh.) Tzvelev mô tả khoa học đầu tiên năm 1978.